# Prijenos plosnatim remenjem
Prijenos s plosnatim remenjem općenito se sastoji od dva kola s glatkim površinama vijenca (remenica) i na njih nategnutog beskrajnog remenja. Trenje je između remena i remenica takvog uređaja u pogonu veće što je površina remenice više zaglađena jer je tada dodirna površina tih dijelova veća. Jedna od tih remenica predaje energiju (vodeća ili radna remenica), a druga ju prima (vođena ili gonjena remenica). Dio remena, koji u pogonu silazi s vođene remenice, naziva se vučnim krakom ili ogrankom. Onaj njegov dio, koji u pogonu silazi s vodeće remenice, jest njegov slobodni krak ili ogranak. Kutovi α1 i α2 koji odgovaraju lukovima dodira remenica i remena nazivaju se obuhvatnim kutovima, a razmak između osi vratila osnim razmakom. 
U radu prijenosnog uređaja s plosnatim remenom, vrtnja (rotacija) se prenosi s vodeće na vođenu remenicu zbog trenja između površina njihovih vijenaca i remena te prednapona pod kojim je remen ugrađen. Proklizavanje, koje se unatoč tom trenju i prednaponu pri tome pojavljuje, mnogo zavisi i od obuhvatnih kutova i obodne brzine remenica (manje je, što su obuhvatni kutovi veći, a tada je i prijenos djelotvorniji). Zbog toga se redovito nastoji da se u prijenosu plosnatim remenjem osiguraju što veći obuhvatni kutovi. Među ostalim činiocima za veličinu obuhvatnih kutova mjerodavni su i provjesi vučnog i slobodnog kraka remena u pogonu (crtkana linija na slici). Ovi provjesi također su posljedica spomenutih činilaca, a i vlastite težine remena. Zbog jače zategnutosti vučnog kraka remena, njegov provjes uvijek je manji, a provjes slobodnog kraka veći, pa su obuhvatni kutovi veći, ako se slobodni krak remena nalazi iznad vučnog. To je razlog da je međusobni položaj vučnog i slobodnog kraka remena jedan od temeljnih zahtjeva ispravne ugradnje uređaja ovih prijenosa. 
Veličina obuhvatnih kutova pri prijenosu plosnatim remenjem zavisna je i od prijenosnog omjera. Dok su vrijednosti omjera oko 5 do 6 (odnosno 1/5 do 1/6), ta zavisnost nije naročito važna. Međutim, kad su one veće, potrebni su uređaji za natezanje remena u pogonu. To su zatezne (natezne) remenice s utegom. Osim učinka na obuhvatne kutove (naročito na manjoj remenici), uz povećanje prijenosnog omjera (do 15) primjenom nateznih remenica, postižu se i druge prednosti: automatsko održavanje jednolične napetosti remena i olakšanje njegove ugradnje (montaže).
Obuhvatne kutove potrebno je povećati s pomoću nateznih remenica i u slučajevima kad su osni razmaci maleni. Korisno je djelovanje nateznih remenica to bolje što su ugrađene bliže manjoj prijenosnoj remenici. Za razliku od prijenosnih remenica, koje su učvršćene na vratilima i koje se zbog toga nazivaju čvrstim (pogonskim) remenicama, remenice nateznih uređaja, koje se okreću na svojim osovinama nazivaju se slobodnim (jalovim) remenicama.

## Slike
|                                              | |                              |                                                  |                                                   |
| Skica otvorenog prijenosa plosnatim remenom. | Prijenos plosnatim remenjem: a) otvoreni prijenos, b) ukršteni prijenos, c) poluukršteni prijenos. | Prijenos klinastim remenjem. | Prijenos plosnatim remenom s nateznom remenicom. | Prijenos plosnatim remenom s nateznim tračnicama. |

## Remenski prijenos sa zateznom remenicom
Prijenos zateznom remenicom u odnosu na otvoreni prijenos pruža sljedeće prednosti: manje predzatezanje, automatsko izjednačavanje duljine remena, veći obuhvatni kut, manja opterećenost remena pri maloj snazi i u stanju mirovanja, kada se zatezna remenica odigne. Nedostaci su: brz zamor zbog naizmjeničnog savijanja remena, veća savojna učestalost zbog zatezne remenice i zbog često malog razmaka vratila.
Promjer zatezne remenice treba da bude što veći, da remen ne bi bio prejako savijan. Zato se promjer odabire tako da ne bude manji od promjera male remenice. Zatezna remenica mora biti uvijek valjkasta, kako bi se izbjeglo savijanje remena po širini. Ako su, međutim, obje remenice valjkaste, može se zbog potrebnog vođenja remena učiniti iznimka. Zateznu remenicu treba postaviti na slobodni povratni ogranak remena, jer je naprezanje na vučnom ogranku veće. Osim toga se ne smije zateznu remenicu staviti preblizu remena, kako bi se remen mogao oporaviti od jednog savijanja do savijanja u protivnom smjeru.
Kad natezne remenice nisu nužne, potreban prednapon remena postiže se tako da se remen izradi za 1 do 2% kraćim od proračunske vrijednosti. Određeni prednapon remena izaziva i njegova vlastita težina. Međutim, za postizanje prikladnog prednapona u tim slučajevima najčešće služe posebni uređaji. To su natezne tračnice i vijci. Pri tome je obično vodeći stroj pomičan na tračnicama, a njegovo pomicanje potrebno za postizanje prednapona remena obavlja se zakretanjem vijka. Za iste namjene u nekim konstrukcijama remenskih prijenosa namjesto utega upotrebljavaju se opruge.
Za prijenos plosnatim remenjem najveći osni razmaci koji se mogu postići zavisni su od materijala remena. Pri upotrebi standardnih materijala njihove su vrijednosti od 15 do 16 metara. Primjenom remenja od vrlo kvalitetnih (i vrlo skupih) materijala te se granice dadu pomaknuti i do 25 metara. 
Za razliku od otvorenog prijenosa (gdje se obje remenice okreću u istom smjeru), kod ukrštenog prijenosa plosnatim remenjem smjerovi vrtnje vodeće i vođene remenice međusobno su suprotni. Dok su u oba slučaja vratila paralelna, dotle se ona kod poluukrštenog prijenosa križaju u prostoru na osnoj udaljenosti, to jest čine takozvani prostorni križ. 
U postrojenjima u kojima još uvijek postoji centralizirani pogon strojeva uz pomoć prijenosnih (transmisijskih) vratila i prijenosa plosnatim remenjem, a radna mjesta zahtijevaju promjenjivi prijenosni omjer, upotrebljavaju se takozvane stepenaste remenice. Ove remenice omogućuju pogon strojeva s 3 do 4 različite brzine premještanjem remena s jednog na drugi par vijenca. Pri tome, naravno, promjeri vijenca parova moraju biti međusobno usklađeni, tako da pri mijenjanju prijenosnog omjera ne treba upotrebljavati remenje različite duljine, već uvijek jedan remen. Premještanje remena s jednoga na drugi par vijenaca stepenastih remenica obavlja se ručno kad je remen uzak. Međutim, za premještanje širokog remenja potrebni su posebni uređaji. Stepenaste remenice izrađuju se u jednom komadu, šuplje su i uklinjene na vratila.

## Sile i naprezanja u prijenosu plosnatim remenjem
U nedostatku prikladnije jednadžbe, teorija remenskog prijenosa još uvijek se zasniva na Eulerovoj jednadžbi koju je dotjerao Eytelwein:
{\displaystyle {\frac {F_{1}}{F_{2}}}=e^{\mu \cdot \alpha }}
kojom je određen analitički odnos sila F1 i F2 u idealnoj niti (niti bez mase i zbog toga bez težine) obavijenoj oko nepomičnog cilindra, gdje je: e - baza prirodnog logaritma, μ - koeficijent trenja, a α - obuhvatni kut. Pri tome sila trenja:
{\displaystyle F_{\mu }=F_{1}-F_{2}}
uravnotežuje razliku sila F1 i F2. Međutim, kako remen ima masu i zbog toga i težinu, stvarni remenski prijenos razlikuje se od teoretskog razmatranja remenskog prijenosa time što se pri gibanju remena u pogonu pojavljuje i sile tromosti koje se ne smiju zanemariti.
Sile koje vladaju u remenu za vrijeme mirovanja i u pogonu prijenosa prikazane su na slici. U stanju su mirovanja međusobno jednake sile prednapona Fp u krakovima remena, a sile F1 i F2 u vučnom, odnosno slobodnom kraku, pri čemu je F1 > F2. Ove sile, dakako, uzrokuju opterećenja vratila i ležaja prestavljena silama F’. Iz tih jednadžbi mogu se postaviti odnosi između sila F1 i F2 i sile trenja Fμ kojom remen prenosi snagu:
{\displaystyle F_{\mu }=F_{1}\cdot {\frac {e^{\mu \cdot \alpha }-1}{e^{\mu \cdot \alpha }}}}
{\displaystyle F_{\mu }=F_{2}\cdot (e^{\mu \cdot \alpha }-1)}
Pri tome koeficijent trenja zavisi od temperature, materijala remenice i remena, od kakvoće površine, ali najviše od obodne brzine. Tako se na primjer koeficijent trenja između površina remenica od sivog lijevanog željeza i kožnatog remenja u zavisnosti samo od obodne brzine v izračunava iz iskustvene jednadžbe, za kožno remenje s donjom stranom na remenici:
{\displaystyle \mu =0,22+0,012\cdot v}
za kožno remenje s gornjom stranom na remenici i za tekstilno remenje:
{\displaystyle \mu =0,33+0,02\cdot v}
Sve te sile mogu se izračunati iz poznate snage N koju treba prenositi. Za F’, F1 i F2 mogu poslužiti jednadžbe:
{\displaystyle N=F_{\mu }\cdot v=(F_{1}-F_{2})\cdot \pi \cdot d\cdot n}
{\displaystyle N=F_{1}\cdot {\frac {e^{\mu \cdot \alpha }-1}{e^{\mu \cdot \alpha }}}\cdot \pi \cdot d\cdot n}
{\displaystyle N=F_{2}\cdot (e^{\mu \cdot \alpha }-1)\cdot \pi \cdot d\cdot n}
gdje je: d - promjer, a n - broj okretaja jedne od remenica. Za silu F’ može se izračunati da je pri prosječnoj vrijednosti {\displaystyle e^{\mu \cdot \alpha }} približno 3 puta veća od obodne sile, to jest:
{\displaystyle F'={\frac {3\cdot N}{v}}}
Prednaprezanje remena σp što ga uzrokuju sile Fp ne smije biti toliko malo da uzrokuje oslabljenje vučne sposobnosti remena, a ni toliko veliko da uzrokuje deformacije koje bi skraćivale njegovu trajnost. Praksa je pokazala da normalne vrijednosti σp trebaju biti od 1,4 do 2,1 N/mm2, a da je najpovoljnija 1,8 N/mm2.

## Materijali i oblici plosnatog remenja
Najčešći materijal za izradu kožnog plosnatog remenja jest štavljena goveđa koža. Koža ima koeficijent trenja koji drugi materijali jedva mogu doseći. Za izradu kožnatog remenja upotrebljava se goveđa poleđina (goveđa koža s hrpta). Najkvalitetnije kožno plosnato remenje dobiva se od kože štavljene kromnim štavilima (kromove soli). Dok je, na primjer, remenje od obične štavljene kože primjenjivo samo do radnih temperatura od 50 °C, dotle je remenje od kože uštavljene kromnim štavilima upotrebljivo na radnim temperaturama i do 90 °C. Jednostruki kožni plosnati remeni debeli su od 4 do 7 mm, a dvostruki od 6 do 10 mm. Kožno remenje izrađuje se do širine od 600 mm. Lomna čvrstoća kožnatog plosnatog remenja doseže do 3 N/mm2, ali mu dozvoljeno naprezanje ne prekoračuje 30,6 N/mm2. Specifična težina kožnog remenja iznosi oko 1 kg/dm3, a modul elestičnosti oko 15 N/mm2.
Kad je kožni remen odrezan na proračunatu ili izmjerenu duljinu, spaja se u beskonačnu traku lijepljenjem ili šivanjem uskim kožnim remencima (oputom). Međutim, kako oštar rub spoja ne smije nailaziti na remenicu, i da bi debljina bila jednolična, prije toga se krajevi moraju stanjiti u obliku klina. Ako remen dotiče remenicu s obje strane, njegovi krajevi pri spajanju u beskonačnu traku moraju se zašiljiti. Osim oputom, kožno remenje može se spajati u beskonačne trake i žicom, različitim metalnim patent-kopčama i specijalnim zglobovima.
Trajnost kožnog remenja ovisi, naravno, o njegovoj kakvoći, ali isto tako i o njegovom održavanju. Kožno remenje traje u prosjeku oko 20 godina. Trajnost kožnog remenja u pogonu smanjuje dodir ili mazanje štetnim tvarima, kao što su na primjer neke smole (naročito kalofonij) koje ga čine krtim. Važno je da se kožno remenje održava čistim. Mrlje od ulja najbolje je očistiti benzinom, nakon toga remen se opere toplom sapunicom i malo namaža toplim lojem. 
Uštavljena goveđa koža priređena s pomoću kromnih štavila glavni je materijal i za izradu vrlo kvalitetnog, takozvanog kombiniranog remenja. To su remeni obično izrađeni od 3 sloja, od kojih su dva vanjska od kože, a unutrašnji od različitih materijala. U najkvalitetnijim remenima taj je unutrašnji sloj od perlona. On može preuzimati velika vlačna naprezanja (do 20 N/mm2), dok vanjski kožni slojevi osiguravaju visoke koeficijente trenja. Osim čvrstoće, takvo remenje ima i visoku savitljivost i veliku trajnost. Zbog tih svojih svojstava ti su remeni djelotvorni kako pri osnim razmacima iznad najvećih za ostalo plosnato remenje (do 25 metara), tako i kad su ti razmaci vrlo mali (od 0,65 dz), jer uspješno djeluje i pri vrlo malim obuhvatnim kutovima. Upotreba tog remenja omogućava dosezanje prijenosnih odnosa i do 1:15, a kako je mnogo tanje i uže od ostalih vrsta plosnatog remenja za prijenos jednakih snaga, dopušta pri tome i mnogo veće obodne brzine (do 50 m/s). Naravno, takvo remenje razmjerno je skupo. Međutim, njegove prednosti opravdavaju njegovu visoku cijenu. 
Osim ovih kožnih materijala za izradu plosnatog remenja služe i drugi materijali koji zadovoljavaju zahtjeve postupka prijenosa. Oni se mogu oblikovati na prikladan način, moraju imati dovoljno visoko dopušteno vlačno naprezanje, prikladnu sposobnost vraćanja iz stanja plastične deformacije u prvobitno stanje rasterećenja (sposobnost odmaranja), visoki koeficijent trenja, veliku vrijednost modula elastičnosti, veliku savitljivost i malu specifičnu težinu. Od različitih materijala koji zadovoljavaju ove zahtjeve za izradu plosnatog remenja dolaze u obzir stanoviti tekstilni materijali, guma, balata i neke vrste čeličnih traka. 
Plosnato remenje od tekstila obično je impregnirano. Ima dobru savitljivost, prikladno je za upotrebu u vlažnim prostorijama i za veće brzine. Glavni tekstilni materijali za izradu plosnatog remenja jesu devina dlaka, dlaka angorske koze, pamuk, vlakno konoplje, umjetna i prirodna svila. Od svih tih najkvalitetnije je (i najskuplje) svileno plosnato remenje. 
Gumeno plosnato remenje armirano je ulošcima od tekstilnih traka ili od posebnog prediva. Nepromočivo je, i zbog toga prikladno za upotrebu u vlažnim prostorijama. Nije osjetljivo prema djelovanju prašine i primjenjivo je do temperatura okolišnog prostora do 70 °C.
Plosnato remenje od balate također je armirano tkaninama ili predivom i ima svojstva slična svojstvima gumenog remenja, samo što nije primjenjivo kod temperatura okolišnog prostora iznad 35 °C.
Plosnato remenje od čeličnih traka upotrebljava se samo za veće osne razmake (do 100 m) i velike bodne brzine. Debljina je ovih traka od 0,2 do 1 mm. Remenice prijenosnih uređaja s remenjem od čeličnih traka moraju imati promjer od najmanje 500 mm, a njihovi vijenci moraju biti obloženi papirom, plutom ili kožom, da bi se spriječilo proklizavanje. 
Plosnato remenje od tekstilnih materijala, gume, balate i čeličnih traka uglavnom se izrađuje u jednom komadu, u obliku gotovih beskonačnih traka. U rijetkim slučajevima, kad je za izradu beskonačne trake od ovih materijala potrebno spajanje krajeva, upotrebljavaju se spojevi slični onima koji se upotrebljavaju i za spajanje kožnog remenja. 
Prema novim postupcima spaja se koža i umjetne mase u višeslojni remen. Takav višeslojni plosnati remen sastoji se od jednog sloja kromne kože, koja je u dodiru s remenicom i ima velik koeficijent trenja, jednog sloja najlona velike vlačne čvrstoće, te jednog pokrivnog gornjeg sloja od kromne kože ili gumirane tekstilne tkanine. Visokovrijedno višeslojno remenje pušta proizvođač da neko određeno vrijeme radi da bi se rasteglo, pa da u pogonu radi praktički bez puzanja.

## Oblici i konstrukcijski materijali remenica
Osnovni i najjednostavniji oblik lijevane remenice s nazivima njenih dijelova prikazan je na slici (jednaki nazivi primjenjuju se i na dijelove drugih prijenosnih uređaja, to jest zupčanika, lančanika, konopnica i tarnih kola. 
Vijenac remenice obično je malo ispupčen. Ako obje remenice, ili barem jednu, izradimo zaobljeno (bombirano), centrifugalna sila tjera remen prema najvećem promjeru, to jest sredini remenice. Ravan vijenac obično imaju remenice za vrlo široko remenje, ili jalove remenice. Remenice malih promjera obično nemaju ramena (žbice ili paoke), već puni kolut s 3 do 4 ovalne rupe, da bi bile lakše. Inače, da bi djelovanje centrifugalnih sila na vijenac bilo simetrično, broj ramena mora biti paran (obično 4, 6 ili 8). Da bi se smanjio utjecaj otpora zraka, ramena obično imaju eliptičan poprečni presjek sve uži što je bliži vijencu. Kad je vijenac širi od 350 mm, njegova čvrstoća povećava se dodatkom još jednog reda ramena. Već prema potrebama konstrukcije, duljina glavina može biti veća ili manja od širine remenice. Duge glavine imaju u sredini udubljenje koje olakšava postavljanje klina. Da bi se olakšala montaža, naročito velikih i teških remenica, one se često izrađuju u dvodijelnoj izvedbi. Tada se obje njihove polovice spajaju vijcima kako u blizini glavine tako i u blizini vijenca. Takve se remenice obično lijevaju u jednom komadu, pa se režu i sastavljaju bez obrade razdjelnih površina. Ponekad se remenice izrađuju zavarivanjem. Glavina takvih remenica izrađuje se od čeličnog cilindra, a kolut od čeličnog lima s okruglim ili kruškolikim rupama zbog olakšanja i s rebrima za ukrućenje. Vijenac se također izrađuje od čeličnog lima. Namjesto koluta, glavina i vijenac mogu se spojiti i ramenima od čeličnih cijevi.
Za obodne brzine do 25 - 30 m/s remenice se obično izrađuju od sivog lijeva, a za veće brzine lijevaju se od čelika. Remenice laganih prijenosa plosnatim remenjem izrađuju se od slitina aluminija ili od plastičnih masa pojačanih ulošcima. Za uklinjenje na vratilo remenice od plastične mase ipak moraju imati glavinu s metalnim uloškom. Remenice se izrađuju i od kombinacija konstrukcijskih materijala (takozvane kombinirane remenice), na primjer s glavinama i ramenima od sivog lijeva i navučenim vijencem od čeličnog lima. Za lakše i sporedne pogone u prehrambenoj industriji upotrebljavaju se ponekad i drvene remenice s metalnim glavinama. Glavna im je prednost što su lagane. Međutim, zbog higroskopnosti drveta ne rade uvijek mirno; protiv djelovanja vlage zaštićuju se naličima i posebno antihigroskopnim lakom. 

## Prednosti, nedostaci i primjena
Glavne prednosti prijenosa plosnatim remenjem jesu jednostavnost konstrukcije njegovih uređaja, razmjerno tihi rad, elastično djelovanje (vrlo povoljno, naročito u slučaju naglih povećanja opterećenja), dobar stupanj korisnog djelovanja i mogućnost da se s njima prenosi snaga na razmjerno velike udaljenosti. 
Glavni nedostaci prijenosa plosnatim remenjem jesu težina i glomaznost konstrukcije njegovih uređaja i razmjerno velika opterećenja njihovih ležaja.
Svojstva prijenosa plosnatim remenjem odgovarala su potrebama centraliziranih pogona s pomoću prijenosnih (transmisijskih) osovina povezanih sa znatnim rasipanjem energije, kakvi su se mnogo upotrebljavali u prošlosti. Smanjenje gubitaka energije, kao jedan od najvažnijih smjerova razvoja suvremene proizvodnje, učinilo je takve pogone zastarjelim i s time zajedno smanjilo značenje pogona plosnatim remenjem. Primjena prijenosa plosnatim remenjem danas se uglavnom ograničava na područje daleko isplativijih pojedinačnih pogona strojeva, na kojima im, zbog povoljnih svojstava, veoma konkuriraju prijenosi klinastim remenjem. 
Postoje izvedbe prijenosa plosnatim remenjem za snage do 2 000 kW i obodne sile do 50 000 N, pri širini remena od 1 750 mm, do 18 000 okretaja u minuti, obodnoj brzini do 90 m/s i do 16 m osnog razmaka, prijenosnim brojem do 10 (i više, s remenjem od posebnog materijala). 